# Jeffrey Zaslow
Jeffrey Zaslow (6 de octubre de 1958- 10 de febrero de 2012) fue un periodista estadounidense y columnista del Wall Street Journal. Previamente, desde el año 1987 al 2001 trabajó en el Chicago Sun-Times reemplazando a Ann Landers, un puesto al que se presentaron 12.000 candidatos. Recientemente colaboró con el científico de la Universidad Carnegie Mellon Randy Pausch en la composición del libro autobiográfico La última lección, que se convirtió, tras el éxito en internet de la conferencia de Pausch «Really achieving your childhood dreams» y la muerte del profesor, superventas del New York Times.
Falleció a los 53 años en una colisión de auto en la autopista Michigan, en Warner Township, Míchigan mientras estaba de gira por su libro de no ficción, "The Magic Room"

## Obras

### No ficción
Biografías
- La última lección (The Last Lecture) (2008, con Randy Pausch)
- Sully: Mi búsqueda por lo que realmente importa (Highest Duty: My Search for What Really Matters) (2009, con Chesley Sullenberger), memorias
- Las chicas de Ames: La historia de once mujeres y cuarenta años de amistad (The Girls from Ames: A Story of Women and a Forty-Year Friendship) (2009), memorias
- Gabby: Una historia de valor y esperanza (Gabby: A Story of Courage and Hope) (2011, con Gabrielle Giffords y su marido el astronauta Mark E. Kelly)
- The Magic Room: A Story About the Love We Wish for Our Daughters (2011), memorias

Autoayuda
- Tell Me All About It: A Personal Look at the Advice Business by "the Man Who Replaced Ann Landers" (1989)
- Take It from Us: Advice from 262 Celebrities on Everything That Matters-To Them and to You (1994)
- Talk of Fame: Good Advice from Great Celebrities (1997)

## Adaptaciones
- Sully (2016), película dirigida por Clint Eastwood, basada en la autobiografía Sully: Mi búsqueda por lo que realmente importa

## Honores
En el año 2000, Zaslow fue galardonado con el Premio Humanitario Will Rogers por su trabajo como columnista.